# Ivica Liposinovic
Ivica Liposinovic (né le 13 juin 1945 à Zagreb à l'époque en RFS de Yougoslavie et aujourd'hui en Croatie) est un joueur de football yougoslave (croate), qui évoluait au poste d'attaquant.

## Biographie
Ivica Liposinovic commence sa carrière aux Girondins de Bordeaux. Il joue ensuite en faveur de l'AS Angoulême. Il termine sa carrière à Amiens.
Il dispute 57 matchs en Division 1, marquant six buts, et 69 matchs en Division 2, inscrivant 20 buts.